# John Boyd Dunlop
John Boyd Dunlop, škotski izumitelj, * 5. februar 1840, Dreghorn, Škotska, † 23. oktober 1921.
Njegov najbolj znan izum je zračnica, ki je, tako kot veliko ostalih izumov v tehniki, nastal po naključju. Na ideji je Dunlop začel delati, ko je sinu podaril tricikel s polnimi kolesi, sin pa se je nenehno pritoževal čez premetavanje in neudobnost igrače. Dunlop je skušal to pomanjkljivost odpraviti in 31. oktobra 1888 je patentiral gumijasto zračnico, ki je bila sposobna blažiti tresljaje na večini podlag. Iznajdba je izkoriščala elastičnost zraka v zračnem žepu, na kolesa tricikla pa je bila pritrjena z usnjenimi trakovi. Večje zanimanje za izum se je pokazalo, ko je leta 1889 na kolesarskem tekmovanju z veliko prednostjo zmagala skupina z Dunlopovimi zračnicami. Izum je pripomogel k uveljavitvi kolesa kot enega izmed najbolj priljubljenih prevoznih sredstev ter tudi k hitrejšemu razvoju avtomobilizma.